# Matías Cuello
Matías Cuello (Ramos Mejía, Partido de La Matanza, Provincia de Buenos Aires, 2 de febrero de 1991) es un baloncestista argentino que se desempeña en la posición de alero en El Talar de La Liga Federal.
Es hermano del también baloncestista Martín Cuello.

## Trayectoria
| Club                         | País      | Año             |
| ---------------------------- | --------- | --------------- |
| Ramos Mejía LTC              | Argentina | 2010 - 2011     |
| Lanús                        | Argentina | 2011 - 2012     |
| Monte Hermoso Basket         | Argentina | 2012 - 2013     |
| San Lorenzo                  | Argentina | 2013            |
| Ciclista Olímpico            | Argentina | 2013 - 2014     |
| Huracán de San Justo         | Argentina | 2014            |
| Ferro                        | Argentina | 2014 - 2015     |
| Ramos Mejía LTC              | Argentina | 2015            |
| Rocamora                     | Argentina | 2015 - 2016     |
| Ramos Mejía LTC              | Argentina | 2016            |
| Rocamora                     | Argentina | 2016 - 2017     |
| José Hernández               | Argentina | 2017            |
| Ameghino de Villa María      | Argentina | 2017 - 2018     |
| Ramos Mejía LTC              | Argentina | 2018            |
| Gimnasia y Esgrima La Plata  | Argentina | 2018 - 2019     |
| Ateneo Popular de Versailles | Argentina | 2019            |
| Institución Sarmiento        | Argentina | 2019 - 2020     |
| Ferro                        | Argentina | 2021            |
| El Talar                     | Argentina | 2021 - Presente |